# Adriaan van Maanen
Adriaan van Maanen (Sneek, 31 marzo 1884 – Pasadena, 26 gennaio 1946) è stato un astronomo olandese naturalizzato statunitense.

## Biografia
Nato da una famiglia benestante della Frisia, studiò astronomia presso l'Università di Utrecht (ottenendovi il titolo di Ph.D. nel 1911) e lavorò per qualche tempo presso l'Università di Groninga. Nel 1911 si trasferì negli Stati Uniti per lavorare da volontario nell'Osservatorio Yerkes. Nel giro di un anno riuscì ad ottenere un posto presso l'Osservatorio di Monte Wilson, dove rimase sino alla morte.
È noto per le sue misurazioni astrometriche del moto all'interno delle nebulose spiraliformi. Partendo dall'assunto che tali oggetti fossero dei sistemi costituiti da gas e stelle posti all'interno della Via Lattea, le sue misurazioni si rivelarono in netto contrasto con la scoperta, effettuata da Edwin Hubble, che la Grande Nebulosa d'Andromeda ed altre nebulosità simili fossero oggetti posti all'esterno della Galassia. Hubble si servì delle variabili Cefeidi per determinare la velocità di rotazione della Nebulosa di Andromeda.

Van Maanen disse di aver osservato la rotazione della Nebulosa di Andromeda; egli riteneva che se essa fosse un oggetto separato dalla Via Lattea, e potesse dunque essere osservato in rotazione, la velocità delle Cefeidi sarebbe stata notevolmente superiore alla velocità della luce, e dunque sarebbe stato chiaramente violato il limite di velocità universale. Per corroborare la sua tesi, l'astronomo addusse come esempio l'esplosione di una nova che era stata osservata nella Nebulosa di Andromeda, che aveva temporaneamente superato in luminosità il nucleo stesso dell'oggetto: una quantità di energia apparentemente assurda per una semplice nova. Per questo motivo, egli riteneva che la nova, e dunque la galassia stessa, dovessero essere parte della Via Lattea; ma, se Andromeda fosse stata un'entità distinta dalla Via Lattea (come effettivamente è), la nova avrebbe avuto una luminosità inimmaginabile, tanto da risultare visibile da una così grande distanza.
Nel 1935 si appurò che le misurazioni di Hubble sulla distanza delle Cefeidi "extragalattiche" erano corrette, e dunque i dati ottenuti da van Maanen si rivelarono imprecisi; tuttavia nessuno è riuscito a determinare la causa degli errori dell'astronomo olandese.
Scoprì la stella di van Maanen (Gliese 35).